# Cellegruppe
En cellegruppe er en form for kirkeorganisation, som bliver brugt i nogle kristne kirker.
Cellegrupperne i en frikirke er nogle smågrupper på 5-12 personer, der primært eksisterer for at bygge relationer, selvom de også bruges til mange andre ting. En vigtig del af menighedens værdier er fællesskab, som er præget af varme, forståelse og omsorg for hinanden, og det er cellegrupperne meget velegnede til. Kirken bliver delt ind cellegrupper, og så mødes man en gang hver uge (ikke søndag) som noget supplerende til søndagsgudstjenesten.
Cellegruppen er et sted, hvor alle kan komme, uanset hvor de befinder sig i deres tro og opdagelsesproces af Gud, og "hænge ud".
Et typisk cellegruppe-møde består af lovsang, kaffe, samtale om bibelen eller anden trosrelateret diskussion og bøn. Cellegruppelederen forsøger at hjælpe alle i gruppen til at være åbne og at vise respekt for hinanden. Normalt vil gruppen være præget af en atmosfære af venskab og accept.
Målet er dobbelt: dels at den enkelte oplever personlig vækst i sin forståelse af Gud, i selvindsigt, og i sine relationer til andre. Og dels at hver cellegruppe vokser ved at lære nye mennesker at kende og invitere dem med i gruppen. På et tidspunkt bliver gruppen stor nok til at dele sig i to nye celler ligesom naturlig vækst.
En cellegruppe hjælper med at udøve ens egens tro på en praktisk måde, vokse i modenheden og finde ens unikke kvaliteter og nådegaver. Cellegrupper kan enten forgå et fast sted hver uge, fx i kirken, eller et nyt sted.